# Kabinett Lemke II
Das Kabinett Lemke II bildete vom 3. Mai 1967 bis zum 24. Mai 1971 die Landesregierung von Schleswig-Holstein.
| Amt                                    | Name | Partei | Partei                            |
| -------------------------------------- | --- | ------ | --------------------------------- |
| Ministerpräsident                      | Helmut Lemke |        | CDU                               |
| Stellvertreter des Ministerpräsidenten | Hartwig Schlegelberger |        | CDU                               |
| Inneres                                | Hartwig Schlegelberger |        | CDU                               |
| Finanzen                               | Hans-Hellmuth Qualen |        | FDP ab 3. Februar 1971: parteilos |
| Wirtschaft und Verkehr                 | Knud Knudsen 1. Juni 1967 bis 21. März 1969 Gerhard Gaul 24. März 1969 bis 9. November 1969 Karl-Heinz Narjes ab 10. November 1969                      |        | CDU                               |
| Kultus                                 | Claus-Joachim von Heydebreck bis 30. April 1969 Kurt Hannemann 1. Mai 1969 bis 2. November 1969 Walter Braun ab 3. November 1969                        |        | CDU                               |
| Ernährung, Landwirtschaft und Forsten  | Ernst Engelbrecht-Greve |        | CDU                               |
| Justiz                                 | Bernhard Leverenz bis 10. Mai 1967 Gerhard Gaul bis 27. März 1969 Claus-Joachim von Heydebreck bis 2. November 1969 Henning Schwarz ab 3. November 1969 |        | FDP                               |
| Justiz                                 | Bernhard Leverenz bis 10. Mai 1967 Gerhard Gaul bis 27. März 1969 Claus-Joachim von Heydebreck bis 2. November 1969 Henning Schwarz ab 3. November 1969 | CDU    |                                   |
| Justiz                                 | Bernhard Leverenz bis 10. Mai 1967 Gerhard Gaul bis 27. März 1969 Claus-Joachim von Heydebreck bis 2. November 1969 Henning Schwarz ab 3. November 1969 | CDU    |                                   |
| Justiz                                 | Bernhard Leverenz bis 10. Mai 1967 Gerhard Gaul bis 27. März 1969 Claus-Joachim von Heydebreck bis 2. November 1969 Henning Schwarz ab 3. November 1969 | CDU    |                                   |
| Arbeit, Soziales und Vertriebene       | Otto Eisenmann bis 15. November 1969 Hans-Hellmuth Qualen geschäftsführend ab 16. November 1969                                                         |        | FDP bzw. parteilos                |